# ليونارد بلومفيلد
ليونارد بلومفيلد (بالإنجليزية:  Leonard Bloomfield)‏ أحد علماء اللغة الأمريكيين وأحد أهم الرائدين في مجال اللغويات البنيوية في الولايات المتحدة الأمريكية خلال الثلاثينيات والأربعينيات من القرن العشرين. من أعماله المهمة والتي أحدثت أثراً كبيراً في فهم اللغة وطبيعتها في ذلك الحين كتابه الذي أطلق عليه عنوان (اللغة)) عام 1933, والذي قدم وصفاً شاملاً للغويات البنيوية في أمريكا. وقد قدم إسهامات كبيرة في ميدان اللغويات التاريخية للغات الهندوأوروبية وفي وصف العديد من اللغات في جنوب شرق آسيا والمحيط الهادي بالإضافة إلى وصف العديد من لغات السكان الأصليين في الولايات المتحدة الأمريكية.
وكان منهجه اللغوي متميزاً بالتركيز على الأسس العلمية للغويات والانطلاق من المذهب السلوكي في عدد من أعماله الأخيرة، بالإضافة إلى الاهتمام بالإجراءات البنيوية في تحليل المعلومات اللغوية. إلا أن تأثير اللغويات البنيوية التي أطلقها بلومفيلد قد تراجع وانحسر في نهاية الخمسينيات والستينيات بعد أن ظهرت نظريات القواعد التوليدية التي كان نعوم تشومسكي من أوائل واضعيها.

## نشأته ودراسته
ولد بلومفيلد في ولاية شيكاغو في الولايات المتحدة الأمريكية عام 1887, وكان والده سيجموند بلومفيلد قد هاجر إلى الولايات المتحدة الأمريكية كطفل عام 1868, وكان اسم العائلة الأصلي بلومينفيلد ولكنه تغير إلى ما هو عليه الآن بعد الهجرة إلى الولايات المتحدة. وانتقل ليونارد مع أسرته إلى منطقة ويسكونسين ودرس المرحلة الابتدائية فيها، إلا أنه عاد إلى شيكاغو لإتمام دراسته الثانوية. وقد كان عمه موريس بلومفيلد أحد اللغويين المعروفين في جامعة جونز هوبكينز وكانت خالته عازفة مشهورة على البيانو.
التحق بلومفيلد بكلية هارفارد عام 1903 وتخرج عام 1906 حيث حصل على درجة البكالوريوس، ومن ثم بدأ التحضير للدراسات العليا في جامعة ويسكونسن-ماديسون، حيث درس فقه اللغة في اللغة الألمانية وبعض اللغات الجرمانية بالإضافة إلى دراسة بعض اللغات الهندوأوروبية. وقد توجه اهتمام بلومفيلد إلى دراسة اللغويات بعد أن أقنعه أحد أعضاء الهيئة التدريسية، إدوارد بروكوش، بذلك. وحصل على درجة الدكتوراه من جامعة شيكاغو عام 1909 وكان بحثه حول اللغويات التاريخية للغات الألمانية. وتابع دراساته في جامعة ليبزيج وجامعة جوتينجين في ألمانيا في العامين 1913 و1914, حيث درس مع العديد من أهم المتخصصين في اللغويات الهندوأوروبية مثل أوجست ليسكين وكارل بروجمان وهيرمان أولدينبيرج. كما درس بلومفيلد مع عالم اللغة السنسكريتية يعقوب فاكيرناجل. وقد كانت الدراسة والتدريب في أوروبا أحد الشروط التي فرضتها جامعة إلينوي حينها ليترفع المحاضر إلى درجة أستاذ مساعد.

## عمله
عمل بلومفيلد كمحاضر يدرس اللغة الألمانية في جامعة سينسيناتي بين العام 1909 و1910 كما عمل محاضراً للغة الألمانية في جامعة في إلينوي بين 1910 و1913. كما عمل أستاذاً للغة الألمانية واللغويات في جامعة ولاية أوهايو بين العام 1921 و1927 وأستاذاً لفقه اللغات الجرمانية في جامعة شيكاغو من 1927 إلى 1940, وأصبح بعد ذلك أستاذاً في اللغويات في جامعة يايل حتى العام 1949.
وكان بلومفيلد أحد الأعضاء المؤسسين للجمعية اللغوية الأمريكية عام 1924, وكتب المقالة الافتتاحية لإصدار أول عدد من مجلة الجمعية، واستلم رئاسة الجمعية عام 1935. وقد حاضر بلومفيلد في معهد اللغويات التابع للجمعية بين العام 1938 حتى 1941.

## اللغويات الهندوأوروبية
بدأ عمل بلومفيلد في اللغويات الهندوأوروبية والدراسات في اللغات الجرمانية بعد أن أتم رسالته البحثية التي أعدها للحصول على درجة الدكتوراه ولحق ذلك إصدار مزيد من الأبحاث والأوراق الأكاديمية في مواضيع تتعلق بالنظام الصوتي والصرفي للغات الهندوأوروبية. وقد زادت دراساته التي أجراها بعد الحصول على درجة الدكتوراه في ألمانيا من خبراته في هذا المجال وعلى أساليب فقهاء اللغة الجدد في اللغويات والتي كانت مسيطرة على الدراسات التاريخية للغات الهندوأوروبية.
وقد كتب بلومفيلد ورقة بحثية حول موضوع في اللغة السنسكريتية وبالتحديد حول الصوائت الغارية فيها. وقد استخدم بلومفيلد العديد من المواد في اللغات الهندوأوروبية لتوضيح المبادئ التاريخية والمقارنة في أهم كتبه وهما مقدمة إلى علم اللغة (1914) وكتابه الآخر اللغة (1933). وقد عمد في كتابيه إلى تقديم أمثلة مركزة من اللغات الهندوأوروبية تدعم نظرية فقهاء اللغة الجدد في أن التغير في النظام الصوتي للغة يسير وفق منهجية محددة يمكن وصفها، كما أكد على بعض الخطوات المنهجية التي تساعد في إنجاح العمل في الدراسات المقارنة. كما أكد على أهمية دراسة اللهجات المتعددة للغات إن أمكن الأمر ونبه إلى أهمية بعض العوامل الاجتماعية في اللغة وأثرها على المعاني.

## اللغة السنسكريتية
درس ليونارد بلومفيلد اللغة السنسكريتية بين 1913 و1914 كجزء من تدريبه العملي في دراسة اللغات الهندوأوروبية، حيث درس النظام اللغوي للسنسكريتية كما وصفه بانيني الذي عاش في شمال غرب الهند في القرن السادس قبل الميلاد، وقد كان وصف بانيني لهذه اللغة دقيقاً وشاملاً مبيناً القواعد البنيوية الشكلية للغة السنسكريتية، وقد كان لأسلوب بانيني في الوصف اللغوي أثر واضح على بلومفيلد في دراساته وكتبه.

## أعماله
فيما يلي قائمة ببعض الكتابات والأبحاث التي نشرها ليونارد بلومفيلد باللغة الإنجليزية:
- Bloomfield, Leonard. 1909/1910. "A semasiological differentiation in Germanic secondary ablaut." Modern Philology 7:245-288; 345-382.
- Bloomfield, Leonard. 1911. "The Indo-European Palatals in Sanskrit". The American Journal of Philology 32: 36-57.
- Bloomfield, Leonard. 1914. Introduction to the Study of Language. New York: Henry Holt. Reprinted 1983, John Benjamins. Retrieved April 19, 2009. ISBN 90-272-1892-7.
- Bloomfield, Leonard. 1914a. "Sentence and Word." Transactions and Proceedings of the American Philological Association 45:65-75.
- Bloomfield, Leonard. 1916. "Subject and Predicate." Transactions and Proceedings of the American Philological Association 47:13-22.
- Bloomfield, Leonard. 1917. Tagalog texts with grammatical analysis. University of Illinois studies in language and literature, 3.2-4. Urbana, Illinois.
- Bloomfield, Leonard. 1925. "Why a linguistic society?" Language 1: 1-5
- Bloomfield, Leonard. 1925a. "On the sound-system of Central Algonquian." Language 1:130-156.
- Bloomfield, Leonard. 1925-1927. "Notes on the Fox language." International Journal of American Linguistics 3:219-232; 4: 181-219
- Bloomfield, Leonard. 1926. "A set of postulates for the science of language." Language 2:153-164 (reprinted in: Martin Joos, ed., Readings in Linguistics I, Chicago and London: The University of Chicago Press 1957, 26-31).
- Bloomfield, Leonard. 1927. "On Some Rules of Pāṇini." Journal of the الجمعية الشرقية الأمريكية 47: 61-70.
- Bloomfield, Leonard. 1927a. "Literate and illiterate speech." American Speech 2:432-441.
- Bloomfield, Leonard. 1928. Menomini texts. Publications of the American Ethnological Society 12. New York: G.E. Stechert, Agents. [reprinted 1974. New York: AMS Press] ISBN 0-404-58162-5
- Bloomfield, Leonard. 1928a. "A note on sound change" Language 4:99-100.
- Bloomfield, Leondard. 1929. Review of Bruno Liebich, 1928, Konkordanz Pāṇini-Candra, Breslau: M. & H. Marcus. Language 5:267-76. Reprinted in Hockett, Charles. 1970, 219-226.
- Bloomfield, Leonard. 1930. Sacred stories of the Sweet Grass Cree. National Museum of Canada Bulletin, 60 (Anthropological Series 11). Ottawa. [reprinted 1993, Saskatoon, SK: Fifth House]. ISBN 1-895618-27-4
- Bloomfield, Leonard. 1933. Language. New York: Henry Holt. ISBN 0-226-06067-5, ISBN 90-272-1892-7
- Bloomfield, Leonard. 1934. Plains Cree texts. American Ethnological Society Publications 16. New York. [reprinted 1974, New York: AMS Press]
- Bloomfield, Leonard. 1935. "Linguistic aspects of science." Philosophy of Science 2/4:499-517.
- Bloomfield, Leonard. 1939. "Menomini morphophonemics." Etudes phonologiques dédiées à la mémoire de M. le prince N.S. Trubetzkoy, 105-115. Travaux du Cercle Linguistique de Prague 8. Prague.
- Bloomfield, Leonard. 1939a. Linguistic aspects of science. Chicago: University of Chicago Press. ISBN 0-226-57579-9
- Bloomfield, Leonard. 1942. "Outline of Ilocano syntax" Language 18:193-200.
- Bloomfield, Leonard. 1942a. Outline guide for the practical study of foreign languages. Baltimore: Linguistic Society of America.
- Bloomfield, Leonard. 1946. "Algonquian." Harry Hoijer et al., eds., Linguistic structures of native America, 85-129. Viking Fund Publications in Anthropology 6. New York: Wenner-Gren Foundation.
- Bloomfield, Leonard. 1958. Eastern Ojibwa. Ed. Charles F. Hockett. Ann Arbor: University of Michigan Press.
- Bloomfield, Leonard. 1962. The Menomini language. Ed. Charles F. Hockett. New Haven: Yale University Press.
- Bloomfield, Leonard. 1975. Menomini lexicon. Ed. Charles F. Hockett. Milwaukee Public Museum Publications in Anthropology and History. Milwaukee: Milwaukee Public Museum.
- Bloomfield, Leonard. 1984. Cree-English lexicon. Ed. Charles F. Hockett. New Haven: Human Relations Area Files. ISBN 99954-923-9-3
- Bloomfield, Leonard. 1984b. Fox-English lexicon. Ed. Charles F. Hockett. New Haven: Human Relations Area Files. ISBN 99954-923-7-7

## روابط خارجية
- ليونارد بلومفيلد على موقع الموسوعة البريطانية (الإنجليزية)
- ليونارد بلومفيلد على موقع إن إن دي بي (الإنجليزية)